# 後藤輝基
後藤輝基（日语：／ Gotō Terumoto */?；1974年6月18日—），日本男性搞笑藝人、主持人。出身於大阪府大阪市東淀川區。搞笑組合足球時間成員，吐槽擔當，搭檔是岩尾望。所屬經紀公司是吉本興業。
1994年與天滿國男組成組合「後藤·天満」（後來改名為「Electric Gram」），1999年解散；1999年4月與同樣是原組合解散的岩尾組成組合「足球時間」。
以尖銳的吐槽著稱。2011年島田紳助引退之後擔任主持人的工作大量增加。